# 1993 YF
1993 YF är en asteroid i huvudbältet som upptäcktes 17 december 1993 av den japanska astronomen Takao Kobayashi vid Ōizumi-observatoriet.
Asteroiden har en diameter på ungefär 7 kilometer och den tillhör asteroidgruppen Themis.